# Jako
Jako  este o companie germană, producătoare de echipament sportiv. Compania a fost fondată la data de 1 noiembrie 1989. În prezent produce echipament de fotbal, baschet, rugby, handbal și alte sporturi. Din sezonul 2015-2016 al Ligii I este sponsorul tehnic al echipei de fotbal  Pandurii Târgu Jiu și al echipei de Liga II Dunărea Călărași.